# William Douglas Blankenship
Pour les articles homonymes, voir Blankenship.
William Douglas Blankenship, né le 25 juin 1934 à San José en Californie et mort le 26 mai 2012 à Walnut Creek en Californie, est un écrivain américain de roman policier.

## Biographie
Il suit les cours de l’université de Californie du Sud, puis effectue son service militaire. En 1959, il devient reporter pour le Arcadia Tribune en Californie, puis en 1960, il est employé dans une agence de publicité dans l’Ohio. Il retourne en 1962 en Californie à Pasadena où il travaille pour la chambre de commerce avant de devenir chargé de communication et rédacteur pour IBM. 
En littérature, il est l’auteur de dix romans, dont quatre ont été traduits en France. Le Fichier Hélix est un thriller mâtiné d'espionnage. Les Irréguliers verse dans le roman policier, alors que De sang, de glace et d’or est un western qui se déroule à l'époque de la ruée vers l'or du Klondike.

## Œuvre
- The Helix File (1972) Publié en français sous le titre Le Fichier Hélix, traduction de Simone Chahu, Paris, Presses de la Cité, Punch Seconde série, no 11, 1973.
- The Programmed Man (1973)
- Leavenworth Irregulars (1974) Publié en français sous le titre Les Irréguliers, traduction de Janine Hérisson, Paris, Gallimard, Super noire no 8, 1975.
- Tiger Ten (1976)
- Yukon Gold (1977) Publié en français sous le titre De sang, de glace et d’or, traduction d’Henri Collard, Paris, Gallimard, Super noire no 96, 1978.
- Brotherly Love (1981) Publié en français sous le titre Mon ennemi, mon frère, traduction de Christian Bounay et Jean-Louis Festjens, Paris, Gallimard, Panique no 21, 1982, réédition, Paris, Le Livre de poche, 1986.
- Blood Stripe (1987)
- The Time of the Cricket: A Novel of Classic Mayhem in Modern Tokyo (1995)
- The Time of the Wolf (1998)
- The Ghost of Silicon Valley (2000)

## Adaptations

### À la télévision
- 1985 : La Loi du sang (Brotherly Love), téléfilm américain réalisé par Jeff Bleckner, d'après le roman éponyme, avec Judd Hirsch.

## Sources
- Claude Mesplède et Jean-Jacques Schleret, SN Voyage au bout de la noire, Paris, Futuropolis, 1982, p. 35.
- Les Auteurs de la Série Noire, 1945-1995, collection Temps noir, Joseph K., 1996, (avec Claude Mesplède), p. 52.